# Issirac
Issirac é uma comuna francesa na região administrativa de Occitânia, no departamento de Gard. Estende-se por uma área de 20,28 km². Em 2010 a comuna tinha 311 habitantes (densidade: 15,3 hab./km²).